# Hato Popoko
Hato Popoko（日語：ハトポポコ），日本漫畫家。居住於大阪府。
其作品主要在芳文社的《Manga Time Kirara Carat》、竹書房《漫畫人生Original》、ASCII Media Works《電撃萌王》上連載和發表。同時也從事漫畫選集的執筆。

## 作品

### 漫畫
已完結
- 生在平成（日语：平成生まれ）（芳文社《Manga Time Kirara Carat》連載，全5冊）
- Biotop（日语：ビオトープ (漫画)）（ASCII Media Works《電擊萌王》發表，後單行本化，全1冊）
- 男子校系男子（日语：男子校系男子）（ASCII Media Works《電擊萌王》發表）
- （竹書房《漫畫人生Original（日语：まんがライフオリジナル）》連載，全4冊）
- （ASCII Media Works《電擊萌王》連載）
- （竹書房《漫畫人生STORIA（日语：まんがライフSTORIA）》連載，全2巻）

### 選集
- 《K-ON！輕音部 連環漫畫選集2》（Manga Time KR Comics）
- 《襲來！美少女邪神 漫畫選集》（COMIC Meteor（日语：COMIC メテオ））
- 《Baby, please kill me.「愛殺寶貝」Fanbook&漫畫選集》（Manga Time KR Comics）
- 《YUYU式 連環漫畫選集1》（Manga Time KR Comics）
- 《COMIC MARKET 86 EDITION！漫研社 官方漫畫選集》（竹書房）
- 《4》（☆）
- 《NEW GAME！漫畫選集 1》（Manga Time KR Comics）
- 《魔法少女小圓 4格漫畫選集 1》（Manga Time KR Comics）

## 插圖
- 電視動畫 灰色的果實（第13話片尾插圖）
- 電視動畫 長騎美眉（第3話片尾插圖）
- 電視動畫 天使降臨到我身邊！（第9話片尾插圖）

## 外部連結
- HATOPOPOKO ON THE WEB的Tumblr
- Hato Popoko的X（前Twitter） （日語）